# Rainha da Sucata
 (septembre 2024).
Si vous disposez d'ouvrages ou d'articles de référence ou si vous connaissez des sites web de qualité traitant du thème abordé ici, merci de compléter l'article en donnant les références utiles à sa vérifiabilité et en les liant à la section « Notes et références ».
Rainha da Sucata est une telenovela brésilienne diffusée en 1990 par Rede Globo.

## Thème
Situé à São Paulo, l'intrigue dépeint l'univers des nouveaux riches.